# Cynorta azucaria
Cynorta azucaria is een hooiwagen uit de familie Cosmetidae.